# 田代卓
田代 卓（たしろ たく、1959年 - ）は、日本のイラストレーター、アートディレクター。東京都出身。桑沢デザイン研究所卒業。有限会社田代卓事務所社長。日本ネーミング協会理事。2016年より九州産業大学芸術学部教授。

## 経歴
- 1959年 東京都生まれ。2歳から高校卒業まで静岡県清水市（現 静岡市清水区）で過ごす。
- 1978年 静岡県立静岡工業高等学校（現静岡県立科学技術高等学校）インテリア科卒業。
- 1981年 桑沢デザイン研究所グラフィック研究科卒業。
- 1988年 田代卓事務所設立。
- 1999〜2010年 桑沢デザイン研究所非常勤講師
- 2016年 九州産業大学芸術学部教授に就任。
- 2018年 日本ネーミング協会理事に就任。

## 書籍
- タモちゃん (童話パラダイス) – 1991/6、著:那須正幹
- むしゃむしゃごっくん (あららびっくり!あなあきえほん) – 1994/7、著:木村裕一
- ぷんぷんにこにこ (あららびっくり!あなあきえほん) – 1994/7、著:木村裕一
- すきすきだいすき (あららびっくり!あなあきえほん) – 1994/7、著:木村裕一
- のび太・ジャイアン症候群 いじめっ子、いじめられっ子は同じ心の病が原因だった – 1997/4/1、著:司馬理英子
- やさいをたべると (ワクワク絵本シリーズ―たのしくたべよう) – 1997/6、監修:香川芳子
- たべたものはどうなるの (ワクワク絵本シリーズ―たのしくたべよう) – 1997/6、監修:香川芳子
- もうすぐごはんなのに (ワクワク絵本シリーズ―たのしくたべよう) – 1997/6、監修:香川芳子
- たべもの Baby books – 1998/9
- どうぶつ Baby books – 1998/9
- じどうしゃ Baby books – 1998/9
- タモちゃん (フォア文庫) – 1998/1、著:那須正幹
- なぜなの?なぜなの? (1ねん1くみ子どもの詩の本) – 1998/3、編集:鹿島和夫
- のび太・ジャイアン症候群2 ADHD これで子どもが変わる – 1999/2/1、著:司馬理英子
- どうぶつ2 Baby books – 1999/6
- からだ Baby books – 1999/6
- のりもの Baby books – 1999/6
- のび太・ジャイアン症候群3 ADHD子どもが輝く親と教師の接し方 – 2001/2/1、著:司馬理英子
- はじめてのずかん1 どうぶつ・とり・むし・しょくぶつ・くだもの・やさいBaby Books – 2002/9
- はじめてのずかん2 じどうしゃ・のりもの・せいかつ・みにつける・あそび・たべものBaby Books – 2002/9
- のび太・ジャイアン症候群4 ADHDとアスペルガー症候群―この誤解多き子どもたちをどう救うか – 2003/8/31、著:司馬理英子・加藤醇子・千谷史子
- たべもの2 Baby Books – 2003/12
- あそび Baby Books – 2003/12
- どうぶつ3 Baby Books – 2003/12
- はじめてのずかん 3 あいうえお アイウエオ ABC いろ かず かたち Baby Books 2005/06
- ぜんぶどうぶつ あいうえお順 Baby books 2005/06
- しろくまじどうしゃ いってきまーすのまき しろくまえほん 1 2006/08
- いぬ Baby Books 2006/09
- むし Baby Books 2006/09
- しろくまひこうき とんでまーすのまき しろくまえほん 2 2006/11
- 晩鳥の森から―詩集 – 2007/9
- しろくまくんどうして? AERAwithBabyの絵本 (ちょびエコ AERA with Babyの絵本) – 2009/6/19、著:並河進
- いなくなるかもしれない どうぶつのずかん AERAwithBabyの絵本 (ちょびエコ AERA with Babyの絵本) – 2009/6/19
- 新版のび太・ジャイアン症候群2 ADHDこれで子どもが変わる – 2009/7/16、著:司馬理英子
- 新版 ADHD のび太・ジャイアン症候群 2012/1/1、著:司馬理英子
- なになになあに? (あかちゃんといっしょ0・1・2) – 2013/4、著:木坂涼